# Rubens Figueiredo

Rubens Batista Figueiredo (Río de Janeiro; 9 de febrero de 1956) es un escritor y traductor brasileño.

## Vida
Graduado en traducción e interpretación en portugués-ruso en la Facultad de Letras de la UFRJ (Universidad Federal de Río de Janeiro). Ha trabajado como traductor en diversas editoriales de Río de Janeiro. Ha sido también profesor de traducción literaria en la PUC-Rio (Universidad Católica de Río de Janeiro). Ha publicado más de siete libros como autor, mientras que como traductor ha realizado más de cuarenta traducciones del inglés al portugués y del ruso al portugués. 
Es profesor de educación secundaria y de educación básica para adultos. 

## Trayectoria
Su debut como escritor se produjo en 1986, con la publicación de la novela O mistério da samambaia bailarina. Al año siguiente publicó su segunda novela, Essa maldita farinha. Obligado a repartir su tiempo como escritor con sus otras profesiones, traducción y docencia, no publicará otra novela hasta 1990, en que se publica A festa do milênio. Cuatro años después publicará su cuarta obra, O livro dos lobos.
En 1998 comienza a publicar con la editorial brasileña Companhia das Letras. Su primera novela con dicha editorial fue el libro de cuentos As palavras secretas. Este título resultó vencedor al año siguiente del Premio Jabuti de Literatura y del Premio «Artur Azevedo». En 2002 gana de nuevo el Premio Jabuti, esta vez en la categoría novela, con su libro Barco seco. En 2006 publica Contos de Pedro y en 2010 la que es su última novela Passageiro do fim do dia (Pasajero del final del día), ganador del Premio São Paulo de Literatura y del premio más importante de literatura portuguesa en Brasil, el Premio Portugal Telecom de Literatura (2011).

## Obras
- O mistério da samambaia bailarina (1986)
- Essa maldita farinha, (1987)
- A festa do milênio, (1990)
- O livro dos lobos, (1994)
- As palavras secretas, (1998)
- Barco a seco, (2002)
- Contos de Pedro, (2006)
- Passageiro do fim do dia, (2010). Traducción al español escrita por Rita da Costa, publicada por Rayo Verde en 2012.

- Datos: Q10365092